# Михеївський заказник
Михе́ївський заказник — лісовий заказник місцевого значення в Україні. Розташований на території Звягельського району Житомирської області, на захід від села Михіївка. 
Площа 35 га. Статус присвоєно згідно з рішенням ОВК від 23.12.1991 року № 360. Перебуває у віданні ДП «Городницьке ЛГ» (Дзержинське лісництво, кв. 50, вид. 10). 
Статус надано для збереження частини лісового масиву з високостовбурними сосново-дубовими насадженнями віком 80 років.